# Joan Cruz
Joan Manuel Cruz Castro (Santiago del Cile, 4 aprile 2003) è un calciatore cileno, centrocampista dell'Everton in prestito dal Real Oviedo.

## Carriera

### Club
Cruz è cresciuto nel settore giovanile del Colo-Colo con cui ha firmato il primo contratto professionistico nel 2019. Ha debuttato in prima squadra il 3 ottobre 2020 nell'incontro di Primera División perso 1-0 contro l'Huachipato.
Nell'aprile del 2023 è stato acquistato dal Real Oviedo che lo ha subito assegnato alla propria seconda squadra. L'estate seguente è tornato in patria in prestito all'Everton.

### Nazionale
Nel 2019 ha partecipato ai Mondiali Under-17.
Nel gennaio del 2023 è stato incluso dal selezionatore Patricio Ormazábal nella lista dei convocati della nazionale Under-20 per il Campionato sudamericano di calcio Under-20 2023 organizzato in Colombia.

## Statistiche

### Presenze e reti nei club
Statistiche aggiornate al 25 marzo 2024.
| Stagione        | Squadra             | Campionato      | Campionato | Campionato | Coppe nazionali | Coppe nazionali | Coppe nazionali | Coppe continentali | Coppe continentali | Coppe continentali | Altre coppe | Altre coppe | Altre coppe | Totale | Totale | Totale |
| Stagione        | Squadra             | Comp            | Pres       | Reti       | Comp            | Pres            | Reti            | Comp               | Pres               | Reti               | Comp        | Pres        | Reti        | Pres   | Reti   |        |
| --------------- | ------------------- | --------------- | ---------- | ---------- | --------------- | --------------- | --------------- | ------------------ | ------------------ | ------------------ | ----------- | ----------- | ----------- | ------ | ------ | ------ |
| 2020            | Colo-Colo           | A               | 3          | 0          | CC              | 0               | 0               | CL                 | 0                  | 0                  |             | -           | -           | 3      | 0      |        |
| 2021            | Colo-Colo           | A               | 18         | 0          | CC              | 4               | 1               |                    | -                  | -                  |             | -           | -           | 22     | 1      |        |
| 2022            | Colo-Colo           | A               | 1          | 0          | CC              | 0               | 0               | CL+CS              | 0                  | 0                  | SC          | 1           | 0           | 2      | 0      |        |
| 2022-2023       | Real Oviedo Vetusta | SF              | 5          | 0          |                 | -               | -               |                    | -                  | -                  |             | -           | -           | 5      | 0      |        |
| 2023            | Everton             | A               | 5          | 0          | CC              | 0               | 0               |                    | -                  | -                  | SC          | 0           | 0           | 5      | 0      |        |
| 2024            | Everton             | A               | 1          | 0          | CC              | 0               | 0               | CS                 | 0                  | 0                  |             | -           | -           | 1      | 0      |        |
| Totale carriera | Totale carriera     | Totale carriera | 33         | 0          |                 | 5               | 1               |                    | 0                  | 0                  |             | 0           | 0           | 38     | 1      |        |